# 女たちの大坂城
女たちの大坂城（おんなたちのおおさかじょう）は、よみうりテレビ開局25年・日本テレビ開局30年特別企画として1983年11月3日に放映されたテレビドラマである。

## キャスト
- 茶々：岩下志麻

- 千姫：古手川祐子

- 江：泉ピン子

- 孝蔵主：あべ静江

- ゆき：南風洋子

- 岡本かおり
- 初：今出川西紀

- 大政所：風見章子
- 大蔵卿局：東郷晴子
- 竜子：秋谷陽子
- 豊田真子
- 三条殿：きたむらあきこ

- 尾曳伊津子
- 高橋かおり
- 甲斐みどり
- 米沢由香
- 山本圭子
- 白仁田祐子
- 三浦裕子
- 川村万梨阿
- 渋谷さだ子
- 三浦由美子

- 市：司葉子（特別出演）

- 沼尻敬子
- 高橋京子
- 川口真理
- 大高のり子
- 沢井みほ子
- 戸塚孝
- 森下明
- 江藤漢
- 山口正一朗
- 井村昴

- 徳川家康：三船敏郎（特別出演）

- 石田三成：高橋悦史

- 大野治長：原田大二郎

- 豊臣秀次：泉谷しげる

- 徳川秀忠：潮哲也[1]
- 豊臣秀頼：船越英一郎[2]

- 伊藤敏八
- 本多正純：木村元
- 片桐且元：伊豆肇
- 明智光秀：平泉成
- 浜田晃
- 穂高稔
- 中村浩太郎

- 苅谷俊介
- 大川義幸
- 入江正徳
- 田原千之右
- 岡本隆史
- 岡田正典
- 鈴木慎平
- 大城戸義晴
- ボンボンブラザーズ
- 国際プロ
- 三船芸術学院
- 茶道指導：戸田宗安
- 振付：川原緑濤

- 加藤清正：白井義男
- 具志堅用高
- 坂崎直盛：江藤慎一
- 柴田勝家：芦田伸介[3]（特別出演）

- 浅井長政：田村高廣（特別出演）

- 豊臣秀吉：三國連太郎[4]（特別出演）

- 北政所：浜木綿子[5]（特別出演）

- 織田信長：勝新太郎[6]（特別出演）

## スタッフ
- 脚本：新藤兼人

- 音楽：神津善行

- TD：川村肇
- VE：九里隆雄、八木一夫
- 撮影：吉村一夫、飯山孫八、片野憲二、遠藤文章
- 照明：青木久一、川島弘、川根一晴、大田芳男
- 音声：佐内康裕、中村豊二、榎本伸二
- 編集：香園稔、伊藤信行
- 効果：月岡弘、小島幸子
- スタジオ担当：森敏樹
- 助監督：藤原幣吉、原田昌樹、谷口和彦
- 記録：山内薫
- 演技事務：大場正弘
- 製作進行：寺田真也、今村勝範

- 美術：天野信夫
- 美術デザイン：根本研二、薩本尚武
- 美術制作進行：吉田純二、小松哲、御所文子
- 装置：宮川勝久、木村和夫、西田元昭
- 装飾：栗原勝男、武田正邦
- かつら：坂本静香、大草守、広川日出明
- 衣裳：川上鈴雄、末吉秀文、竹林正人
- 化粧：内山稲穂子、遠藤悦子
- 特殊効果：小川誠

- 生花木：小仲利信

- 車輌：堀岡清志、吉岡渉、石田直芳、松沢一好

- 殺陣：伊達弘

- 製作担当：林実

- プロデューサー補：真鍋和己

- 演出補：横井洋

- 題字：三國連太郎

- 協力：国宝姫路城、伏見桃山城、京都東急イン

- 衣裳協力：鈴乃屋

- 衣裳デザイン：小泉清子

- 製作協力：生田スタジオ

- プロデューサー：石坂久美男、新藤次郎

- 企画演出：荻野慶人、天野恒幸

- 製作：よみうりテレビ、三船プロダクション